# Kasteel Grenier
Het Kasteel Grenier is een kasteeldomein met beukendreef aan de Molenstraat in Gavere. Het grote parkdomein met visvijvers, stallingen, neerhof en hovenierswoning helt af richting de Schelde. Het kasteel is classicistisch op een rechthoekige plattegrond. Het gebouw telt drie bouwlagen en zeven traveeën onder een schilddak. Het kasteel Grenier werd gebouwd in 1837-39 in opdracht van senator Grenier naar de plannen van architect B. Renard uit Doornik. Sinds 1952 is het een militair domein (luchtmachtkazerne). Op het domein wordt jaarlijks de Cyclocross Asper-Gavere gehouden.

## Afbeeldingen

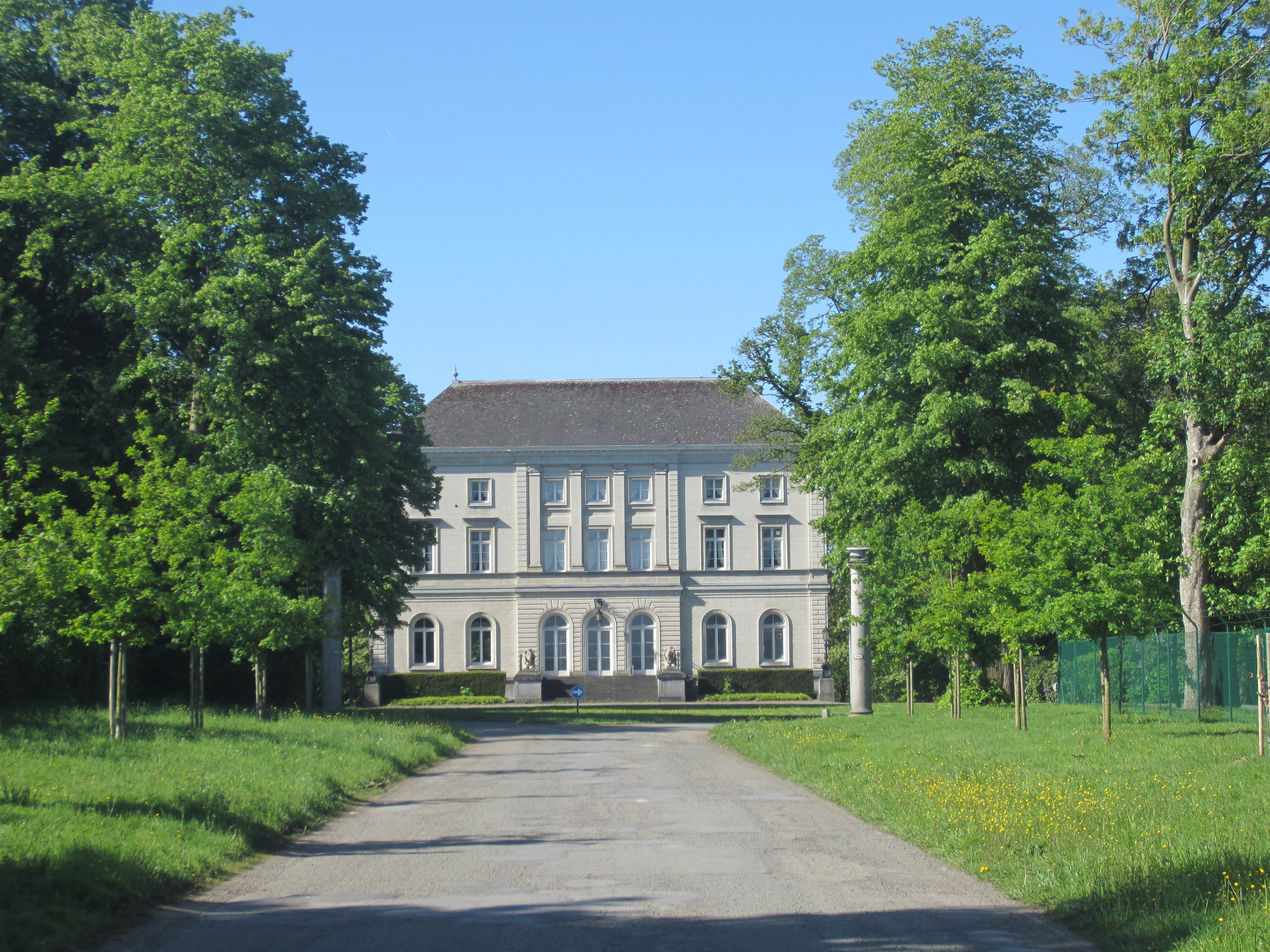
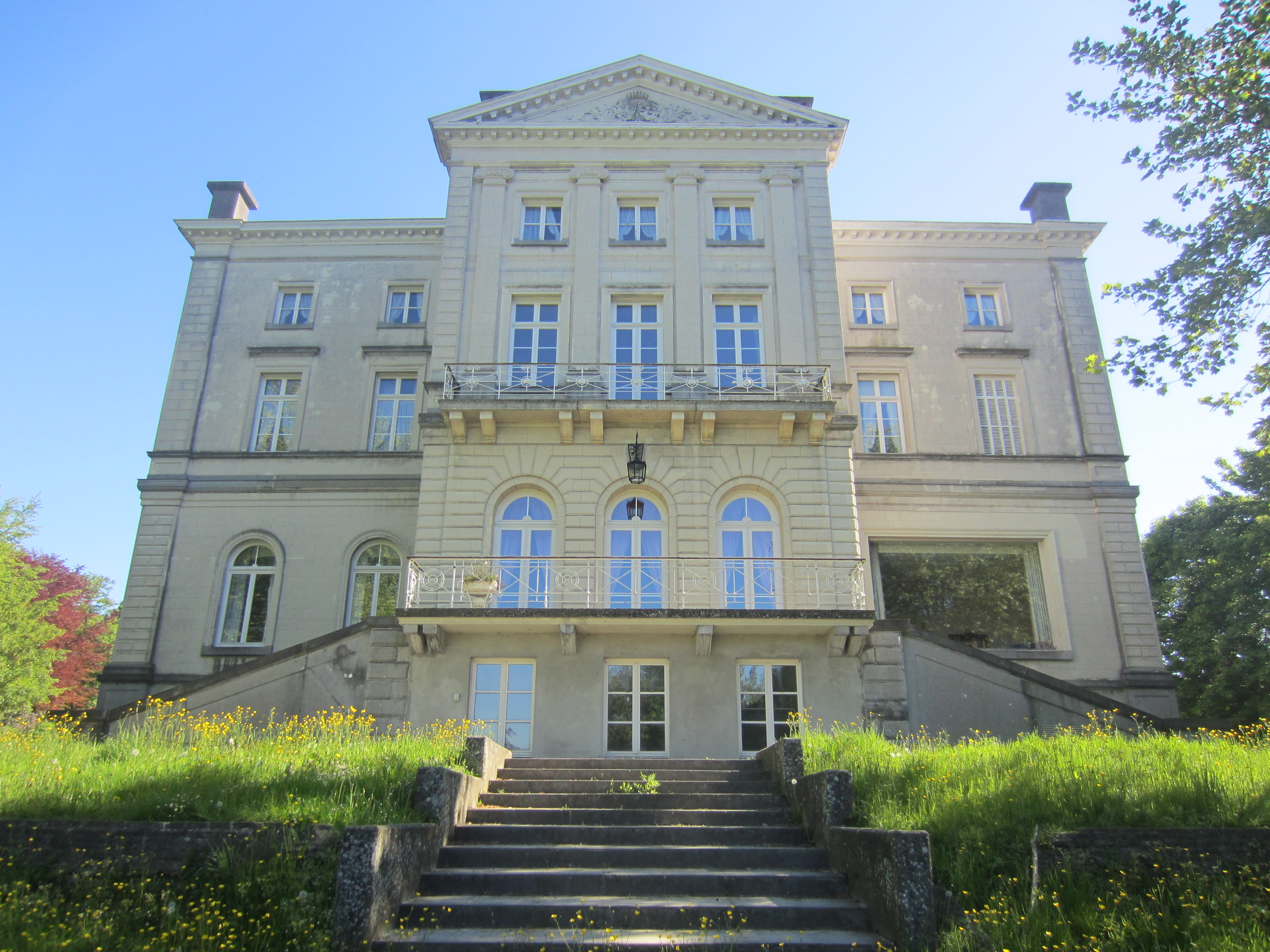

## Bron
- Onroerend erfgoed